# AlphaTauri AT04
AlphaTauri AT04 byl vůz Formule 1 zkonstruovaný společností Scuderia AlphaTauri pro závodění v sezóně 2023. Vůz řídili Nyck de Vries a Júki Cunoda až do Grand Prix Velké Británie. Od Grand Prix Maďarska to byl Cunoda a Daniel Ricciardo, ale pouze na dva závody, protože si ve druhém volném pátečním tréninku před Grand Prix Nizozemska Ricciardo zlomil kost na ruce a  byl nahrazen rezervním jezdcem Red Bull Racing a Scuderia AlphaTauri Liamem Lawsonem. Ten jej zaskočil až do Grand Prix Kataru. Ricciardo se vrátil při Grand Prix USA. AT04 byl čtvrtý a zároveň poslední vůz postavený a navržený jako AlphaTauri a byl odhalen 11. února 2023 v New Yorku. Dodavatelem motorů pro Red Bull Racing a AlphaTauri se vrátila Honda, jejíž motory byly označeny jako Honda RBPT.

## Shrnutí sezóny

### Prvních 10 závodů
Zdálo se, že vůz AT04 během testů a tréninku na Grand Prix Bahrajnu ztratil rychlost, když se Júki Cunoda a Nyck de Vries kvalifikovali do závodu na 14. a 19. místě. Závod de Vries dokončil na 14. místě zatímco Cunoda těsně dosáhl na body a skončil na 11. místě. Na Grand Prix Saúdské Arábie se de Vries a Cunoda kvalifikovali na 18. a 16. místě a závod dokončili opět na 14. a 11. místě. Vůz získal své první body v sezóně v Austrálii. Cunoda byl klasifikován na 10. místě po penalizaci Carlose Sainze Jr. za kolizi s Fernandem Alonsem při restartu v 57. kole. de Vries byl vyřazen při restartu kolegou nováčkem Loganem Sargeantem. Cunoda se kvalifikoval na 8. místě na Grand Prix Ázerbájdžánu, zatímco de Vries havaroval dříve, než stihl zajet rychlé kolo. Do závodu ve sprintu se vozy se kvalifikovaly vzadu. Během tohoto závodu Cunoda narazil do zdi a dostal defekt (po kolizi s de Vriesem si lehce poškodil řízení), čímž skončila jeho šance na dobrý výsledek a de Vries celý závod postrádal tempo. V hlavním závodě de Vries havaroval v 5. zatáčce v 10. kole, čímž pro něj závod skončil, zatímco Cunoda získal další bod za 10. místo a posunul AlphaTauri na 9. místo v poháru konstruktérů.
V Miam de Vries skončil na 18. místě a Cunoda na 11. místě. V Monaku doje de Vries dvanáctý a Cunoda patnáctý. V příštím závodě ve Španělsku se de Vries kvalifikoval na 14. místě a Cunoda na 15. místě. V závodě de Vries skončil čtrnáctý, zatímco Cunoda skončil devátý, ale ztratil body kvůli časové penalizaci za vytlačení Čou Kuan-jü a nakonec byl klasifikován jako dvanáctý. V Kanadě byly oba vozy vyřazeny v první části kvalifikace, Cunoda skončil čtrnáctý a de Vries skončil osmnáctý - jako poslední ze startujících. Díky 7. místu Alexe Albona se tým propadl na poslední místo v poháru konstruktérů.
Oba jezdci vypadli v první části kvalifikace i při Grand Prix Rakouska a oba vypadli v druhé části sprintové kvalifikace. Cunoda skončil ve sprintu na 16. místě a de Vries na 17. místě. V hlavním závodě dostali oba jezdci velké množství penalizací kvůli překračování limitů trati, Cunoda dostal penalizaci v hodnotě 15 sekund a de Vries také dostal 15 sekundovou penalizaci a navíc 5 sekundovou penalizaci za vytlačení Kevina Magnussena z trati během závodu. Tyto penalizace vedly k 17. místu pro de Vriese a 19. místu pro Cunodu. Cunoda se kvalifikoval na 16. místě a de Vries na 18. místě na Grand Prix Velké Británie. Závod nedopadl lépe, protože Cunoda a de Vries skončili na 16. a 17. místě.
Po prvních 10 závodech byl tým AlphaTauri desátý v poháru konstruktérů se 2 body, které získal Cunoda, který byl sedmnáctý v poháru jezdců, zatímco de Vries byl poslední dvacátý a během 10 závodů, ve kterých startoval, nezískal žádné body.

### Maďarsko a Belgie
Kvůli jeho špatným výsledkům a neschopnosti bodovat během prvních 10 závodů byl de Vries týmem propuštěn. Jako jeho náhradník po zbytek sezóny byl vybrán Daniel Ricciardo, který za tým závodil v letech 2012 a 2013, tehdy ještě pod názvem Toro Rosso. Změna přišla před Grand Prix Maďarska. Ricciardo se při svém návratu do Formule 1 kvalifikoval jako třináctý, zatímco Cunoda se kvalifikoval na 17. místě. V závodě byl Riccardo účastníkem nehody Čou Kuan-jü, což způsobilo, že se propadl na poslední místo. I tak skončil na 13. místě a porazil Cunodu, který skončil patnáctý.
Cunoda se kvalifikoval na 11. místě na Grand Prix Belgie, zatímco Ricciardo se kvalifikoval na 19. místě poté, co mu bylo vymazáno nejrychlejší kolo kvůli překročení limitů trati. Kvalifikace na sprint byla opakem, protože Riccardo se kvalifikoval na 11. místě, zatímco Cunoda na 16. místě. Cunoda dokončil sprint na 18. místě, zatímco Riccardovi na 10. místě jen těsně unikly body. V závodě skončil Ricciardo šestnáctý, zatímco Cunoda skončil desátý a získal s vozem AT04 první body od dubnové Grand Prix Ázerbájdžánu. AlphaTauri zakončila první polovinu sezóny na 10. místě v poháru konstruktérů se třemi body.

### Nizozemsko až Katar
Při druhém volném pátečním tréninku před Grand Prix Nizozemska Ricciardo boural, když se snažil vyhnout havarovanému vozu Oscara Piastriho ve 3. zatáčce. Později testy z lékařského střediska ukázaly, že Ricciardo si zlomil záprstní kost na ruce, což ho donutilo vynechat několik dalších závodů. Jako náhradník byl vybrán Liam Lawson, který nahradil Ricciarda, dokud se nebyl schopen vrátit.
Lawson se ve své debutové kvalifikaci kvalifikoval na 20. místě jako poslední. Cundoa se kvalifikoval jako čtrnáctý. Během závodu Lawson bojoval kolo na kolo s Charlesem Leclercem z Ferrari a také předjel Maxe Verstappena. Cunoda se během závodu dostal do kontaktu s Georgem Russellem, čímž si vysloužil penalizaci, kvůli níž se propadl na 15. místo, zatímco Lawson dokončil svůj první závod na 13. místě.
Při domácí velké ceně týmu v Itálii se Cunoda kvalifikoval na 11. místě a Lawson na 12. místě, nicméně Cunoda do závodu neodstartoval kvůli poruše motoru v zaváděcím kole. Toto znamenalo, že se mu podruhé za sebou nepovedl start do závodu v Monze. Lawson však ve svém druhém závodě těsně nezískal body a skončil na 11. místě, 6 sekund za desátým Valtteri Bottasem.
Cunoda se kvalifikoval na 15. místě na Grand Prix Singapuru, zatímco Lawson se kvalifikoval na 10. místě. Přičemž do třetí části kvalifikace se nedostal ani jeden vůz Red Bullu, stalo se tak poprvé od Grand Prix Ruska 2018. Cunoda byl vyřazen v prvním kole závodu Sergiem Pérezem, zatímco Lawson získal své první body za umístění na 9. místě, což bylo nejvyšší umístění týmu v této části sezóny.
Před Grand Prix Japonska tým oznámil, že Ricciardo a Cunoda budou závodit za tým i v sezóně 2024, přičemž Lawson bude rezervním jezdcem týmu.
Cunoda se kvalifikoval na 9. místě na svou domácí Grand Prix Japonska a Lawson se kvalifikoval na 11. místě. Lawson dokončil závod na stejné pozici, ze které startoval a zároveň skončil před Cunodou, který dojel dvanáctý. Lawson se kvalifikoval na 18. místě na Grand Prix Kataru, zatímco Cunoda se kvalifikoval na 11. místě. Do sprintu se Lawson kvalifikoval na 14. místě a Cunoda na 18. místě. Lawson vypadl ze sprintu v 1. kole a Cunoda skončil jedenáctý. V hlavním závodě Cunoda skončil patnáctý, zatímco Lawson skončil sedmnáctý. AlphaTauri zakončila těchto 5 závodů jako poslední v poháru konstruktérů s 5 body.

### USA až Abú Zabí
Ricciardo se vrátil do týmu na Grand USA, tím pádem se Lawson vrátil do role rezervního jezdce. Ricciardo se do hlavního závodu kvalifikoval na 15. místě a Cunoda na 11. místě. Ve sprintové kvalifikaci se Ricciardo kvalifikoval na 11. místě a Cunoda na 19. místě. Ve sprintu skončil Ricciardo dvanáctý a Cunoda čtrnáctý. V hlavním závodě Ricciardo dojel na 15. místě a Cunoda skončil desátý s nejrychlejším kolem a zajistil si dva body. Později se však posunul na 8. místo poté, co byli Lewis Hamilton a Charles Leclerc diskvalifikováni kvůli velkému opotřebování podlahy. Tři body navíc umožnily AlphaTauri přiblížit se Haasu a Alfě Romeo v boji o 8. místo v poháru konstruktérů.
Ricciardo se kvalifikoval na 4. místě na Grand Prix Mexico City, zatímco Cunoda se kvalifikoval na 15. místě. Během závodu těžil Cunoda z červené vlajky způsobené havárií Kevina Magnussena a dostal se do první desítky, ale při pokusu předjet Oscara Piastriho udělal v 1. zatáčce chybu, roztočil se a propadl se na 8. místo, Ricciardo skončil sedmý a vybojoval nejlepší výsledek týmu v sezóně. Díky tomuto výsledku se posunul tým na 8. místo v poháru konstruktérů, čímž předběhl Haas a získal stejný počet bodů s Alfou Romeo. Během prvního volného pátečního tréninku naskočil do vozu Cunody jezdec Formule 2 a junior Red Bullu Isack Hadjar, který skončil jako sedmnáctý nejrychlejší.
Tým měl špatnou kvalifikaci na závěrečný sprintový víkend v São Paulu, když jezdci skončili na 16. a 17. místě. Oba vozy se dostaly do třetí části sprintové kvalifikace. V samotném sprintu skončil Cunoda šestý po předjetí Lewise Hamiltona, zatímco Ricciardo skončil devátý. Během hlavního závodu si Ricciardo poškodil zadní křídlo při havárii po startu, do které se také zapojili Alex Albon, Kevin Magnussen a Oscar Piastri. Ricciardo, přestože byl schopen zůstat v závodě, neměl kvůli poškození tempo. Mezitím Cunoda skončil devátý a zajistil si další dva body. To týmu umožnilo zvýšit svůj náskok před Alfou Romeo v boji o 8. místo v poháru konstruktérů a přiblížit se sedmému Williamsu. Jezdci měli špatný víkend při vůbec první kvalifikaci na Grand Prix Las Vegas, když skončili na 20. a 15. místě. Ricciardo skončil v závodě patnáctý a Cunoda odstoupil kvůli problémům s převodovkou. Do závěrečného závodu v Abú Zabí se Ricciardo kvalifikoval jako patnáctý, zatímco Cunoda se kvalifikoval jako šestý. Tým potřeboval minimálně 6. místo v cíli, aby získal 7. místo v poháru konstruktérů na úkor Williamsu. Riccardo měl těžký závod a skončil jedenáctý, zatímco Cunoda závod tři kola vedl, ale jeho strategie jedné zastávky v boxech nefungovala a v cíli obsadil 8. místo, které zajistilo týmu AlphaTauri 8. místo v poháru konstruktérů při své poslední sezóně ve Formuli 1.
Tým Alphatauri skončil v roce 2023 na 8. místě v šampionátu konstruktérů s 25 body. Cunoda skončil čtrnáctý v šampionátu jezdců se 17 body, Ricciardo byl sedmnáctý se 6 body, Lawson skončil dvacátý se 2 body a Nyck de Vries skončil dvaadvacátý s 0 body.

## Kompletní výsledky ve Formuli 1
| Legenda k tabulce | Legenda k tabulce                                                                       |
| Barva             | Výsledek                                                                                |
| ----------------- | --------------------------------------------------------------------------------------- |
| Zlatá             | Vítěz                                                                                   |
| Stříbrná          | 2. místo                                                                                |
| Bronzová          | 3. místo                                                                                |
| Zelená            | Bodované umístění                                                                       |
| Modrá             | Nebodované umístění                                                                     |
| Modrá             | Dokončil neklasifikován (NC)                                                            |
| Fialová           | Odstoupil (Ret)                                                                         |
| Červená           | Nekvalifikoval se (DNQ)                                                                 |
| Červená           | Nepředkvalifikoval se (DNPQ)                                                            |
| Černá             | Diskvalifikován (DSQ)                                                                   |
| Bílá              | Nestartoval (DNS)                                                                       |
| Bílá              | Závod zrušen (C)                                                                        |
| Světle modrá      | Pouze trénoval (PO)                                                                     |
| Světle modrá      | Páteční testovací jezdec (TD)                                                           |
| Bez barvy         | Netrénoval (DNP)                                                                        |
| Bez barvy         | Vyřazen (EX)                                                                            |
| Bez barvy         | Nepřijel (DNA)                                                                          |
| Bez barvy         | Odvolal účast (WD)                                                                      |
| Bez barvy         | Nezúčastnil se (prázdné)                                                                |
| Označení          | Význam                                                                                  |
| Tučnost           | Pole position                                                                           |
| Kurzíva           | Nejrychlejší kolo                                                                       |
| †                 | Jezdec nedojel do cíle, ale byl klasifikován, protože odjel více než 90 % délky závodu. |
| ‡                 | Byl udělován poloviční počet bodů, protože bylo odjeto méně než 75 % délky závodu.      |
| Horní index       | Umístění bodujících jezdců ve sprintu                                                   |

| Rok    | Tým                 | Motor          | Pneumatiky | Jezdci           | 1   | 2   | 3   | 4   | 5   | 6   | 7   | 8   | 9   | 10  | 11  | 12  | 13  | 14  | 15  | 16  | 17  | 18  | 19  | 20  | 21  | 22  | Body | Umístění |
| ------ | ------------------- | -------------- | ---------- | ---------------- | --- | --- | --- | --- | --- | --- | --- | --- | --- | --- | --- | --- | --- | --- | --- | --- | --- | --- | --- | --- | --- | --- | ---- | -------- |
| 2023   | Scuderia AlphaTauri | Honda RBPTH001 | P          |                  | BHR | SAU | AUS | AZE | MIA | MON | ESP | CAN | AUT | GBR | HUN | BEL | NED | ITA | SIN | JPN | QAT | USA | MXC | SAP | LVG | ABU | 25   | 8. místo |
| 2023   | Scuderia AlphaTauri | Honda RBPTH001 | P          | Júki Cunoda      | 11  | 11  | 10  | 10  | 11  | 15  | 12  | 14  | 19  | 16  | 15  | 10  | 16  | DNS | Ret | 12  | 15  | 8   | 12  | 96  | 18† | 8   | 25   | 8. místo |
| 2023   | Scuderia AlphaTauri | Honda RBPTH001 | P          | Nyck de Vries    | 14  | 14  | 15  | Ret | 18  | 12  | 14  | 18  | 17  | 17  |     |     |     |     |     |     |     |     |     |     |     |     | 25   | 8. místo |
| 2023   | Scuderia AlphaTauri | Honda RBPTH001 | P          | Daniel Ricciardo |     |     |     |     |     |     |     |     |     |     | 13  | 16  | WD  |     |     |     |     | 15  | 7   | 13  | 14  | 11  | 25   | 8. místo |
| 2023   | Scuderia AlphaTauri | Honda RBPTH001 | P          | Liam Lawson      |     |     |     |     |     |     |     |     |     |     |     |     | 13  | 11  | 9   | 11  | 17  |     |     |     |     |     | 25   | 8. místo |
| Zdroj: |                     |                |            |                  |     |     |     |     |     |     |     |     |     |     |     |     |     |     |     |     |     |     |     |     |     |     |      |          |